# 拉斯维加斯突袭者
拉斯维加斯突袭者（Las Vegas Raiders，又譯拉斯維加斯侵略者或拉斯維加斯突擊者）是一支主場位於美國內華達州拉斯維加斯的職業美式足球球隊，屬國家美式足球聯盟 (NFL) 的美國美式足球聯會 (AFC) 西區。實際上，球隊由以合資經營艾爾·戴維斯負責運作，此外他亦是A.D. Football合伙人之一。突袭者是1960年加入美国美式足球联赛（AFL）的第八个成员，他们在AFL的比赛中取得一次冠军和三次分区冠军。球队加入NFL是在1970年，也就是AFL和NFL正式合并之后。加入NFL之后，突袭者取得了3次超级碗冠军（第11,15和18届）和12次分区冠军，还有两次在超级碗比赛中失利。有13名名人堂成员。
在他们的开始的三个赛季，突袭者无论场内场外都努力的为球队奋斗。在1963年，艾爾·戴維斯加入球队，做總教练，同时兼任球队经理，从1963年到2002年，球隊有21次打進季後賽。他也提出了球隊的口号，“Pride and Poise”,“Commitment to Excellence”和 “Just Win，Baby”（“自豪并淡定”，“追求卓越”和“兄弟们，一切为了赢得比赛”）----- 这几个口号也同时被注册为他们独有的商标。除了1966年艾爾·戴維斯短期就任AFL的理事了一段时间之外，他一直跟球队在一起。1966年，当他回到球队之后，他成为了球队的股东之一。
在几个联赛赛季之后，1982年，艾爾·戴維斯把球队从北加州的奥克兰迁到了南加州的洛杉矶。在洛杉矶，突袭者赢得了他们的第三个超级碗冠军头衔，但是在之後的80年代，他们僅有有兩次闖入季後賽。 1995年，Al Davis把球队带回了奥克蘭。 在2000年，總教練Jon Gruden 率領球隊以12勝4负的戰績取得了1990年之後的第一个分區冠軍頭銜，也是他們的第一個3年連續取得AFC西區第一。在2002年，在總教練比爾·卡拉漢的帶領下，突袭者在第37届超级碗決賽中與Jon Gruden帶領的坦帕灣海盜隊相遇，球隊在一面倒的形勢下以21-48輸掉了比賽。 在這場比賽失利之後，球队一蹶不振，2003-2015連續13個賽季未打進季後賽，這是隊史最長的季後賽乾旱期，直到四分衛Derek Carr的出色發揮，才中止這項隊史最長的不名譽記錄。
在2018年時，球隊市值為23.8億美元，在世界前50名球隊中排在第34名，同時在NFL排名第19名。

## 球队历史

### 早期（1960－62）
1959年，在第一次AFL选秀后的几个月，一支尚未命名的明尼苏达波利斯的新加入球队的老板接受了NFL的邀请，作为一支新球队在1961年加入了NFL（现在叫做明尼苏达维京人），退出了AFL。在这时，奥克兰似乎没有可能建立一支职业橄榄球队。这个城市目前没有需要一支球队，没有球队老板也没有可以用来做职业橄榄球比赛的体育场（最近的体育场在伯克利和旧金山），而且在湾区（译者注：湾区，特指旧金山湾区）已经有一支在NFL有立足之地的球队：旧金山49人。 然而，洛杉矶闪电队老板威胁说如果没有第二只位于西海岸球队就退出联盟，AFL的老板迫不得已选择了奥克兰。因此，奥克兰在1960年1月30日正式成为AFL的第八个成员，球队拿到了那支Minneapolis球队的选秀权。
由于有了成员资格，奥克兰市的领导们开始寻找一些商业人士，希望他们能帮助投资建立一支新球队。建立了一个股份制的机构，由一个房地产商Y. Charles (Chet) Soda (1908–1989) 领导，合伙人有Ed McGah (1899–1983), Robert Osborne (1898–1968), F. Wayne Valley (1914–1986), 餐馆老板 Harvey Binns (1914–1982), Don Blessing (1904–2000)和承包商Charles Harney (1902–1962)，他们作为有限责任合伙人。给球队命名的工作由一家叫做“Oakland Tribune”的报纸负责收集投票，投票选出的名字是“奥克兰先生”（Oakland Señors）， 几周之后，这个笑话的结尾（人们都说结果是内定的，在奥克兰的商界，大家都知道Y. Charles (Chet) Soda把他的熟人都称为“先生”（Señors），所以成为了一个地区笑话），这支刚有雏形的球队在九天之后把名字改成了奥克兰突袭者，这个名字是第三次投票的结果。最初球队的颜色是黑色，金色和白色。简历的球队的标志：一个带着头盔海盗（或者突袭者），据说是一位男演员Randolph Scott的相貌。
在加州大学伯克利分校（译者注：UC Berkeley）拒绝把自己的“Memorial体育场”当作突袭者的主场之后，球队选择了位于旧金山的“Kezar体育场”作为他们的主场。球队第一场常规赛的主场比赛在1960年9月11日，22-37输给了休斯顿加油工队（Houston Oilers）。当时突袭者的比赛是由KNBC电台转播的（AM680，后来更名为KNBR）。由Bud Foster解说比赛，Mel Venter提供彩色分解（color analysis）（译者注：此处的color analysis不知道是不是摄影里面讲的彩色分解）。
当突袭者的比赛转到KDIA电台后（AM1310），Bob Blum做比赛解说员，Dan Galvin做彩色分解。1966年Bill King被“Oakland Tribune”雇佣作为解说并且在运动版做记者，Scotty Sterling作为彩色分解。
突袭者征得了旧金山娱乐和公园委员会的同意，被允许转到“Candlestick公园”进行1960年最后三场主场比赛，标志着职业橄榄球将会在新体育场比赛。球场的更换并未能吸引更多的球迷，在12月4日以17-41输给闪电队的比赛到场观众为12061人，12月11日以28-31输给纽约泰坦队的比赛到场观众为9037人，赛季最后一场对阵野马的比赛，据估计到场观众大约7000人，以48-10的胜利结束了赛季。
突袭者队结束了他们的第一个赛季，6胜8负的战绩，亏损500000美金。球队继续资金运营下去，合伙人Valley从布法罗比尔队的创始人Ralph C. Wilson Jr那里得到了400000美金的贷款。
在结束了第一赛季总结之后，Soda放弃了合伙人身份，在1961年1月17日，Valley，McGah和Osborne买下了剩余的股份。不久之后，Valley和McGah买下来Osborne的股份，Valley成为了最大股东。之前的赛季球队的主场比赛分别在Kezar体育场和Candlestick公园进行，在1961年，突袭者队正式搬入了Candlestick公园，赛季现场观众总数为50000人，赛季成绩是2胜12负。Valley威胁如果在奥克兰不建成一个体育场的话就将突袭者搬到别的地方，但是在1962年，突袭者搬到了可容纳18000人的Frank Youell Field球场（后来扩建到22000座位），这是他们在奥克兰城市里的第一个主场。这是一个临时的主场，同时Oakland-Alameda County Coliseum球场已经在建设中。球队的第二个和第三个主教练加入了AFL，分别是 Marty Feldman和Red Conkright，球队1962年的成绩是1胜13负，输了他们的前13场比赛（也是1961-1962年连续19场失利）在赛季的最后一场比赛，他们终于赢了一场，观众人数持续低迷。

### Al Davis来到奥克兰（1963－1981）
在1962年赛季之后，Valley雇佣了Al Davis，之前他是圣迭戈闪电队的助理教练，到了突袭者之后，成为主教练兼任球队经理。年仅33岁，他成为了职业橄榄球历史上最年轻的得到这两个职位的人。Al Davis上任之后，立刻把球队颜色换成了银色和黑色（据说他是受到了军队橄榄球制服黑色和灰色的启发），之后开始实施他所称的“垂直比赛”计划，这个具有侵略性的进攻战略是基于被闪电队主教练Sid Gillman改进的西岸进攻战略（West Coast Offense）。在Al Davis的带领下，突袭者取得了10胜4负的成绩，Al Davis成为1963年AFL年度最佳教练。虽然球队在1964年成绩下滑为5胜7负2平，但是在1965年，球队又得到了8胜5负1平的好成绩。在1966年4月，Al Davis离开了突袭者队，就任AFL理事。仅仅2个月后，AFL联盟宣布与NFL合并。由于合并的关系，理事一职不再需要了，Al Davis开始于Valley商谈关于返回突袭者队的事宜。1966年7月25日，Al Davis返回突袭者队，并且成为球队的部分拥有者。他花18000美金购买了10%的球队股份，成为球队第三大股东和球队运营老板。
在场上，球队在Al Davis整合和领导下稳定的进步。John Rauch（Al Davis钦定的继承人）作为主教练，突袭者赢得了1967年AFL的冠军，以40-7的比分战胜了休斯顿加油工队。这场胜利令球队进入了第二届超级碗决赛的征程，但是在决赛中被Vince Lombardi带领的绿湾包装工以33-14击败。在随后的两年，突袭者再次赢得西部分赛区冠军，但是在AFL的决赛中输给了随后赢得超级碗冠军的纽约喷气机（1968年）和堪萨斯酋长（1969年）。在1970年，AFL和NFL合并，突袭者加入了美国橄榄球联合会的西区（AFC: American Football Conference）。
在1969年，John Madden成为球队第六任主教练，在他的带领下，突袭者队成为NFL中最成功的球队之一，在70年代赢得了6个分区冠军头衔。但是这样的成就多多少少被1973年到1975年的连续三场AFC总决赛的失利增添了几分瑕疵，两场输给匹兹堡钢人。之后，在1976赛季取得13胜1负的成绩，而在AFC决赛中以24-7的比分击败了钢人队。在随后的第11届NFL超级碗决赛中以32-14的比分击败了明尼苏达维京人，取得了球队首个超级碗总决赛冠军。
1972年，Wayne Valley离开了几周，出席慕尼黑奥运会，Davis的律师们设计更改了合伙人合同从而令他完全的控制了球队的运作。McGah作为Davis的支持者，签署了这份合同。根据合伙人相关法律，这样的2-1的投票让新合同生效。Valley得知此事大为恼火，马上申请让新合同失效，但是法院站在Davis和McGah一边。在1976年的1月，Valley卖掉了他球队中的股权，Davis以手中持有的25%的股份，成为球队最大股东。
在常规赛十赛季连胜并夺得一个超级碗奖杯之后，1979年，John Madden离开了突袭者队，开始了电视橄榄球评论员生涯。他的替代者是前任的突袭者队四分卫Tom Flores，他也是NFL历史上第一个西班牙裔主教练。在1980赛季的第5周，首发四分卫Dan Pastorini腿部受伤，前任状元秀Jim Plunkett替补出场了余下的比赛。 Jim Plunkett带领球队取得了11胜5负的成绩，并获得外卡胜利。之后战胜了休斯顿加油工，克利夫兰布朗和圣迭戈闪电队，突袭者在五年之内夺得了他们的第二座超级碗奖杯，第15届，决赛是27-10战胜了费城老鹰。突袭者也成为NFL历史上第一个持外卡夺得超级碗冠军的球队。这场比赛产生了两个超级碗纪录：1）Jim Plunkett在第一节比赛中传给Kenny King的80码达阵传球，该纪录保持了23年。2）Rod Martin 3次抄截（INT）老鹰四分卫Ron Jaworski的传球，直到今天该纪录无人打破。在季后赛颁奖仪式上，Al Davis说：“… 这是我们的光荣时刻，这是奥克兰突袭者历史上的光荣时刻。最崇高的敬意献给主教练Tom Flores和球员们，你们是最杰出的，真的。”

### 移师洛杉矶（1982－1994）
在1980赛季以前，Al Davis试图扩建Oakland Coliseum球场，特别是豪华包厢，但是都不是很成功。同年，他签署了将球队移师洛杉矶的议定书。这个行动必须有四分之三球队老板的同意才可以，最后投票是22票反对，0票赞成，5票弃权而失败。当Al Davis无论如何要将球队搬到洛杉矶的时候，他被一项禁令阻挡了。作为回应，球队不仅成为了洛杉矶Memorial体育场起诉NFL违反反垄断法的积极参与者，也同时独立起诉NFL违反反垄断法。在第一个诉讼被宣布无效之后，1982年5月，陪审团支持Al Davis和洛杉矶球场，为他们移师洛杉矶铺平了道路。突袭者在命令之下，搬到了洛杉矶，洛杉矶球场作为主场开始了1982赛季的比赛。
球队以8胜1负的战绩结束了因罢工而缩短赛程的1982赛季，取得了AFC冠军，但是在季后赛第二轮输给了纽约喷气机。在随后的赛季，球队取得了12胜4负的战绩，并且以绝对优势在AFC季后赛中战胜了钢人队和西雅图海鹰。在第18届超级碗决赛中战胜了华盛顿红皮，在半场就以21-3的比分领先，最终以38-9赢得了他们的第三个NFL总冠军。在随后的两个赛季，突袭者队都打入了季后赛，但是分别在外卡和分区回合被淘汰。从1986年到1989年，球队最好的成绩仅是赛季8胜8负，连续不断的失败是从1961-62年以来最糟糕的。在1987赛季，球队5胜10负结束了赛季，同时Tom Flores转为办公室工作，丹佛野马的进攻助理教练Mike Shanahan顶替了他主教练的位置。
1989赛季初，突袭者战绩1胜3负，Al Davis解雇了Mike Shanahan，引起了两人长期的不和。前突袭者队的进攻线锋，不久前刚获得名人堂荣誉的Art Shell担任了球队主教练。Shell成为了现NFL时代的首位黑人主教练。在1990年，Shell带领球队取得了12胜4负的成绩，并且打入AFC决赛，在决赛中以3-51的悬殊比分输给了布法罗比尔。
输球以后，球队大势已去。在90年代，他们仅有两次打入季后赛，取得前三名只有三次。这一时期比较著名的事件是博·杰克逊（Bo Jackson）在1990年因伤退役，饱受失败困扰的四分卫Todd Marinovich，1993年Marcus Allen“不和谐”的离开，1993赛季结束后名人堂防守边锋Howie Long的退役。最终在1994年，球队取得9胜7负之后，主教练Shell被解雇。
Shell五年在突袭者的生涯中最著名的事件是先发跑锋Marcus Allen和Al Davis的争执。具体的产生摩擦的原因无人知晓，但是在合同的争执中，Al Davis称Marcus Allen是“球队的肿瘤”。在80年代晚些时候，伤病开始困扰Marcus Allen。1987年影响更深，突袭者在选秀中选中了博·杰克逊，虽然他在1987年被坦帕湾海盗选中时决定不打职业橄榄球比赛。在1990年，Marcus Allen被放到球队名单的第四跑锋，引起了他对部分队友的不满。在1992年晚些时候Marcus Allen公开抨击Al Davis，指责Al Davis破坏了他的体育生涯。在1993年，Marcus Allen离开了球队，加入了竞争对手堪萨斯酋长队。
1986年初，Al Davis开始寻找一个新球场，更加现代的球场远离危险的洛杉矶中南部。除此之外，南加州大学的球队共享一个主场，球场很是老化，而且缺少贵宾包厢和娱乐设施，Al Davis并没有实现他当初要搬来时所承诺的。他考虑了另外一些加州的球场，包括一个离好莱坞公园很近的地点和另外一个在Carson的地点。在1987年8月，加州的一个城市Irwindale宣布，给Al Davis提供10,000,000美金的保证金来建立一个体育场。当投标失败以后，Al Davis扣留了不可退还的部分保证金。
1988年夏天，当球队与休斯顿加油工的季前赛被订在奥克兰体育场进行时，关于突袭者队要返回奥克兰的传言越发强烈。Al Davis与奥克兰的谈判在1989年1月开始，在1991年5月11日，Al Davis宣布他要将球队带回奥克兰。然而1991年9月，一些延误阻挡了Al Davis回到奥克兰的脚步。在9月11日，Al Davis宣布继续留在洛杉矶，导致愤怒的奥克兰球迷烧掉了突袭者队的装饰品和象征物品。

### 重返奥克兰（1995－2019）
1995年6月23日，Al Davis签署了将突袭者带回奥克兰的意向书。这次搬迁在接下来的几个月得到了阿拉米達縣议会的批准， 在NFL这一举动也受到了广泛的支持，新的主教练Mike White在1995赛季走马上任。奥克兰开场得到了8胜2负的战绩，但是随着先发四分卫Jeff Hostetler的受伤，球队连输6场比赛，最终连续2次没有打入季后赛。

#### Gruden时代
在Mike White和他的接班人Joe Bugel指挥的三个失败赛季之后，Al Davis在奥克兰组织之外聘请了新主教练，他第二次雇佣了费城老鹰的进攻助理教练Jon Gruden，他曾在Mike Holmgren的手下为旧金山49人和绿湾包装工工作。在Jon Gruden的带领下，突袭者在1998和99赛季连续两年取得8胜8负的战绩，从AFC西部最后一名脱离出来。在2000赛季，突袭者取得了12胜4负，这是球队10年来最好的成绩。在经验老道的四分卫Rich Gannon的带领下，奥克兰取得了他们再1990年以后第一个分区冠军的头衔，而且打入AFC的决赛，决赛中他们3-16输给了后来的超级碗冠军巴尔的摩乌鸦。
在2001赛季，突袭者得到了顶级外接手Jerry Rice。球队取得了10胜6负的成绩，并且再次赢得AFC西区冠军，但是在分区季后赛比赛中输给了后来的超级碗冠军新英格兰爱国者，这场著名的比赛被称为“Tuck Rule Game” （页面存档备份，存于）。比赛在一场大暴风雪中进行，在第四节比赛后期，爱国者四分卫Tom Brady的一个看上去是掉球，被爱国者线位Greg Biekert抢回进攻权。然而，经过裁判观看回放，裁决这是一个未完成传球（Incomplete Pass），而不是一个掉球（该球被裁决Tom Brady当时有一个假动作而且没有把球“收回”到身体之内，按规则讲，不能算一个掉球—虽然当时在球场上没有给出这个解释，但是在NFL赛季结束后官方这样解释。）爱国者队保留了球权，射门得分，扳平了比分。进入加时赛后，爱国者16-13取胜。

#### Callahan时代
赛季结束不久，突袭者队做出了惊人举动，放弃了主教练Gruden，并且同意坦帕湾海盗队雇佣了他。作为回报，突袭者从坦帕湾海盗得到了现金和选秀权。这个突然的举动是在媒体猜测Al Davis和Gruden在个人和球队方面都有分歧之后发生的。Bill Callahan，在Gruden的任期内做进攻助理教练的人被提升为主教练。
在Callahan的率领下，突袭者的2002赛季的战绩是11胜5负，连续3年取得分区冠军，成为季后赛种子球队。Rich Gannon靠他联盟第一的4,689码的传球成为NFL的MVP。之后战胜了纽约喷气机和田纳西泰坦，突袭者队在第37届超级碗中，第五次出现在超级碗决赛。他们的对手是Gruden带领的坦帕湾海盗。突袭者队并没有把当年Gruden的进攻策略改变很多，他们被对手抄截传球（INT）5次，最终21-48输掉比赛。一些坦帕湾海盗的队员称，Gruden给他们太多突袭者的进攻信息，他们确切的知道对手每一次进攻意向。
Callahan的第二个赛季并不是很成功，球队战绩4胜12负。这是他们1997年来最差的战绩。在赛季末输给丹佛野马之后，明显郁闷的Callahan说：“我们是美国比赛中最沉默的队伍。”在2003常规赛结束后，Callahan被解雇，前华盛顿红皮的主教练Norv Turner接过教鞭。

#### 教练轮换（2004至今）
球队的命运并未在Norv Turner到来的第一年而改变。奥克兰2004赛季是以5胜11负结束的，仅仅在分区赛中赢了一场（在客场1分险胜丹佛野马）。在第三周对阵坦帕湾海盗的比赛中，Rich Gannon因颈部的伤提前结束了他的赛季。在此之后，他从未返回球队，并且在2005赛季前宣布退役。曾经带领纽约巨人打入第35届超级碗决赛的Kerry Collins在2003赛季后加入奥克兰突袭者，他替代担当起了首发四分卫。
为了加强球队的进攻，2005年初球队从明尼苏达维京人交易来了全明星（Pro Bowl）外接手Randy Moss，之后又签下了自由球员身份的纽约喷气机跑锋LaMont Jordan。在4胜12负，两赛季连续垫底之后，主教练Turner被解雇。在2006年2月11日，球队宣布了前主教练Art Shell将重返球队担任主教练。Al Davis说1995年解雇了Art Shell是一个错误。
在Art Shell的带领下，球队在2006赛季前五场比赛全部失利，最终赛季成绩为2胜14负，这是球队自1962年以来的最差成绩。球队进攻组拼尽全力，仅仅得到了168分（球队历史赛季最少得分），四分卫被对方擒杀次数是联盟第一的72个。而外接手Jerry Porter在整个赛季大多数时间都被放在板凳上，大家都觉得这是主教练Shell针对个人，而非是因为比赛需要。球队也因糟糕的赛季得到了2007年NFL选秀的第一个选秀权，这是他们从1962年（加入AFL）的第一次，也是加入NFL之后的第一次。
Shell重返教练职位仅仅一个赛季，就在2007年1月4日再次被解雇。1月22日，球队宣布聘请了31岁的南加州大学（USC）球队进攻助理教练Lane Kiffin，这是在球队历史上最年轻的主教练，也是NFL最年轻的主教练。在2007年选秀中，突袭者选择了路易斯安那州立大学（LSU）的四分卫JaMarcus Russell作为当年的状元秀。在Lane Kiffin的领导下，球队2007赛季取得了4胜12负的成绩。在几个月的传言和猜测之后，2008年9月30日，Al Davis解雇了Lane Kiffin。Tom Cable被任命为临时代理主教练，之后在2009年2月3日，奥克兰突袭者任命他为第17任主教练。
球队2008赛季的战绩是并列为自2002年超级碗中输掉比赛后的最好成绩，然而这最好的成绩也就是5胜11负，同时止步于AFC西区第三名，这是他们从2002年以来首次没有垫底结束赛季。在2008年，突袭者队成为NFL历史上第一支连续6个赛季，每个赛季输了至少11场比赛的球队。在2009年，突袭者队创造力另一个5胜11负，这也是Tom Cable作为主教练第一个完整的赛季。之后突袭者队成为NFL历史上第一支连续7个赛季，每个赛季输了至少11场比赛的球队。
2016年賽季，靠著四分衛Derek Carr得出色發揮，以12勝4負的成績打進季後賽，可惜Derek Carr在常規賽第15週受傷，賽季報銷，球隊也失去分組第一位置，最後在外卡戰輸球，但也終止連續13季無緣季後賽的紀錄。

#### 再次遷離奧克蘭
2017年三月，NFL董事局以31比1的票數通過決議，批准奥克兰突袭者於2019/2020賽季結束後遷往拉斯維加斯。突襲者將成為繼维加斯金骑士以後，第二個落戶拉斯維加斯的頂級職業體育俱樂部。

## 球队所有权构成
从法律上讲，这个俱乐部是一个有9个合伙人组成的有限责任公司，Al Davis和其他8个最初的团体合伙人。然而从1972年起，Al Davis就开始了相当于全权控制的球队老板，A.D. 美式橄榄球公司。虽然他持有的具体股数无人知晓，但是根据大部分的报告，他持有大约47%的股份。
Ed McGah， 8名合伙人中的最后一个，在1983年9月过世，由于他的过世，他的股份成为家庭财产，他的儿子E. J. McGah作为财产托管人。小McGah他自己作为球队的合伙人在2002年去世。McGah家族在2003年申请起诉Al Davis，被Al Davis宣布对公司管理不当。法律诉讼寻求财政补偿并移除Al Davis和A. D. 美式橄榄球公司作为合伙人的资格。在他们详细的投诉中，McGah家族提出Al Davis没有给他们提供当年用于Ed和E. J. McGah详细的财政信息。根据老McGah1983年的过世后他的一般合伙人身份转为限制合伙人和1972年合伙人合同的修订，突袭者队反对该诉讼。球队继续给小McGah提供财政信息是出于礼节的，他们并没有义务去这样做。
2004年4月，当Alameda县高等法院裁决案件无价值，因为没有其他合伙人参与其中之后，大多数的案件都被搁置了。2005年10月，案件庭外和解。庭外和解是机密的，但是被报道说是Al Davis购买了McGah家族在突袭者队的股份（大约31%），这样Al Davis就在第一时间拥有了多数股权，据推测是67%。庭外和解的结果，涉及到Al Davis和所有者权利的关键细节，突袭者没有对外公开。Al Davis的股权降到了47%，他将其中的20%卖给了华尔街的投资商。
在2006年，有报道称Al Davis试图出售当时从MaGah家族收购的31%的股权。他没有成功，因为报道称他出售股权但是拒绝提供给购买者对球队的管理权，即使万一Al Davis去世，球队的全部管理权都会继承到他妻子的名下。

## 财政运作
根据2006年福布斯杂志的报告，突袭者队球队总价值736,000,000美金，在32支NFL球队中排行第28名。球队在2003年到2005年位于后3名，并且没有卖出大部分主场的球票。球队比赛的观众出席率低是因为1995年重返奥克兰之后，球队开始卖昂贵的“个人座位证”（Personal Seat Licenses），价格从250美金到4000美金不等，是为了协助偿还奥克兰城和Alameda县扩建体育场的2亿美金。仅仅有效10年，然而，其他球队的这种票都是永久有效。最终，不到31,000个“个人座位证”被售出，剩下的是该数目的两倍。从1995年开始，奥克兰主场观众上座率由于“电视转播管制”（译者注：television blackouts，从1973年开始，为了帮助球队卖主场球票，NFL决定，如果球队没有将主场球票在比赛前72小时售空，那么当地电视禁止转播该场比赛，以此来增加主场球票收入。）而有所好转。
在2005年11月，球队宣布接受了私下运营的奥克兰橄榄球销售联盟（Oakland Football Marketing Association：OFMA），废止了“个人座位证”。在2006年2月，球队宣布将在McAfee Coliseum体育场大多数座位区域降价。在2006赛季前，突袭者宣布已经卖出了37,000季票，上一年是29,000张。尽管球队战绩是2胜14负，他们在2006赛季8场主场比赛中有6场将球票售空。

## 法律之争
突袭者队和Al Davis在历史上几次被牵扯进诉讼案，其中一起是和NFL。1980年NFL拒绝突袭者队移师洛杉矶的请求，球队和洛杉矶Memorial Coliseum体育场委员会起诉NFL违反了反垄断法。1987年，体育场委员会从NFL收到了19,600,000美金的和解费。在1986年，Al Davis曾经帮助美国橄榄球联盟（United States Football League (USFL))起诉NFL违反反垄断法失败。他是NFL中唯一一个这样做的老板。
在重返奥克兰之后，球队起诉NFL干涉球队返回奥克兰之前与好莱坞公园关于建设新球场的谈判。突袭者队称他们有权利进入洛杉矶市场，因此他们有权从NFL得到补偿金，因为他们放弃了他们开拓洛杉矶市场的权利而返回了奥克兰。陪审团在2001年支持NFL，但是在一年之后，裁决被推翻，声明称陪审团处理不当。在2005年2月，一个加利福尼亚中级法院全体一致支持维持原判。
当突袭者队1995年从洛杉矶搬回奥克兰的时候，奥克兰城和奥克兰体育场当局同意球队卖“个人座位证”来帮助球队付翻新球场的资金。但是由于比赛球票很难被售空，球队提起诉讼，声称他们是被这个城市和这个体育馆管理局的虚假承诺会售空球票而误导。2005年11月2日，一份和解书公布，部分“个人座位证”将在2006赛季废止。
在1996年，球队起诉在加利福尼亚州Santa Clara县起诉NFL，最终起诉包含22份独立的诉讼理由。在一份索赔中声称，坦帕湾海盗队的标志侵犯了球队在加利福尼亚的商标，并且错误的允许其他球队（包括坦帕湾海盗和卡罗来纳黑豹）使用类似商标和球衣颜色。除其他外，寻求一项禁令，禁止坦帕湾海盗和卡罗来纳黑豹在加利福尼亚州比赛时穿这种球衣。2003年这些索赔被驳回，因为这些有关判决将违反美国宪法中的商业条款。

## 队标和球衣
最初突袭者队的球衣是黑色和金色，头盔是黑色和白条并没有队标在上边。1960到1962赛季球队穿这种球衣。在1963年，Al Davis成为主教练兼经理之后，他们改变了配色设计，变成了银色和黑色，并在头盔上加上了队标。队标是一块盾牌，顶部写着“Raiders”，有交叉的剑，还有一个带着橄榄球头盔的突袭者的头部图案。多年以来，只有小部分配色改动（比如1964年把背景从银色变成黑色），但是总体上没有改变。
突袭者现在的银色和黑色球衣设计从本质上看同他们再1963年初次亮相是一样的。包括银色头盔，银色裤子和黑色白色两款球衣。黑色球衣号码是银色的，白色球衣号码是黑色。最初白色球衣号码也是银色，并且号码厚厚轮廓为黑色，但是他们在1964赛季换成了黑色号码银色轮廓。在1970年，球队用银色的号码。然而从1971赛季起至今，就是黑色号码（出来1994-95赛季他们穿了1963年的头盔，使用1970年客场号码）。
突袭者队第一次在主场穿白色球衣是在2008年9月28日对阵圣迭戈闪电队的比赛。这个决定是Lane Kiffin做出的，那是他执教突袭者的最后一场比赛，据称是因为天气太热。然后，当天奥克兰最高气温仅有72华氏温度。（译者注：72华氏温度=22.2摄氏度）
在2009赛季，突袭者队参加了AFL的遗产计划（Legacy Program），在对阵AFL球队的比赛中穿了1960版的复古球衣。

## 对手
拉斯维加斯突袭者队有4个主要对手：他们的分赛区对手（丹佛野马，堪萨斯酋长，洛杉矶闪电）和地理对手，旧金山49人。他们也有一些季后赛带来的对手，尤其是匹兹堡钢人和新英格兰爱国者。西雅图海鹰也是突袭者的老对手，但是因为海鹰队从AFC西赛区转到NFC西赛区之后，就没有多少接触了。

### 分区对手
丹佛野马和突袭者成为老对手是从两队1960年开始打AFL开始的。突袭者总体上占据优势54胜，40负，2平，丹佛野马最近对突袭者的27场比赛中21胜（截止到2008赛季第四周），这要追溯到1995赛季，Mike Shanahan执教野马队的时候。Mike Shanahan曾执教突袭者队直到1989赛季第四场比赛，这让两队竞争更激烈。
堪萨斯酋长队和突袭者队有几场值得纪念的比赛和一场惨烈的分区决赛。突袭者在1969年AFL的冠军决赛输给了堪萨斯酋长队，其中的胜者将获得第一届超级碗的入场券。堪萨斯酋长队对突袭者是50胜45负2平。
与洛杉矶闪电队的竞争是从1963赛季开始的，当时突袭者被热门的闪电队完胜两场，都是把第四节当成垃圾时间的比赛。其中一场值得纪念的比赛是1978年的“Holy Roller” （页面存档备份，存于），当时突袭者队进攻掉球，却获得了一个达阵，备受争议（现在被视为无效）。虽然总体上突袭者有54胜44负2平的优势，但是目前闪电队对突袭者是13连胜。

### 地理对手
旧金山49人，位于旧金山湾区的另一侧，是突袭者的地理对手。第一次两队的表演赛实在1967年，最终NFL的49人队以13-10战胜了AFL的突袭者队。在1970年合并之后，49人以38-7战胜了突袭者。两队的交手被称为“湾区之战”。由于两队处在不同联盟，所有常规赛交手极为罕见。获胜球队的球员和球迷都可以自称是湾区第一球队。目前奥克兰是6胜5负，虽然上次交手2006年10月8日，49人在Candlestick公园球场战胜了突袭者。最近一次的比赛是2009年8月22日的季前赛，49人胜。

### 历史对手
从进入AFL开始，突袭者和新英格兰爱国者就成为了对手，但是在1978年的季前赛更加激化，爱国者的外接手Darryl Stingley被突袭者的自由安全卫Jack Tatum恶意冲撞撞成了永久瘫痪。两队2002年季后赛的比赛，也就是著名的“The Tuck Rule Game”。在比赛的后半段，Tom Brady的掉球被逆转，最终爱国者获胜，并在之后的超级碗决赛中战胜了大热门圣路易斯公羊队。那是，爱国者队胜了3场中的2场。第一次是2002赛季，在奥克兰，突袭者队27-20获胜；2005赛季揭幕战，爱国者从突袭者手中得到的Randy Moss的首次亮相，30-20。最近一次的比赛是2008赛季，爱国者49-26取胜。
从60年代开始纽约喷气机成为突袭者队强有力的对手，一直到70年代，在1967年的一场比赛中，突袭者队的Ike Lassiter撞断了星级四分卫Joe Namath的下巴使两队的仇恨加深，著名的比赛是1968赛季的Heidi比赛，突袭者在AFL总决赛中负于喷气机。之后两队竞争势头逐渐减弱，但是在2000到2002赛季又死灰复燃。喷气机在最近的一场比赛2009年10月25日，38-0战胜突袭者。
在70年代，匹兹堡钢人和突袭者的竞争颇为激烈。在70年代早期，钢人队连续四个赛季三次将突袭者队从季后赛被淘汰（第一场是被称为“Immaculate Reception”的比赛），直到1976年AFC总决赛中突袭者终于打败了钢人队闯进了第十一届超级碗决赛。在1975年AFC总决赛中，突袭者的强侧安全卫George Atkinson冲撞了钢人队的外接手Lynn Swann，致使后者脑震荡。当两支球队在1976年开场赛的时候，George Atkinson再次将Lynn Swann撞成脑震荡。在第二次发生之后，钢人队主教练Chuck Noll提出Atkinson是在NFL中的有“犯罪成分”的行为。Atkinson随后起诉Chuck Noll和钢人队诽谤，并且要求200万美金。但是他败诉了。最近的一场比赛是2009年12月6日，突袭者27-24战胜了匹兹堡钢人队。

## 突袭者之国
“突袭者之国”（Raider Nation）是美国以及世界的突袭者铁杆球迷的统称。这些球迷在主场比赛前到场很早，有赛前聚会，呆着面罩和黑色装备。他们也以“黑洞”著称，他们有在球场特定的区域（104、105、106和107区）是最声势浩大的球迷。
2009年9月，Ice Cube为突袭者录制了一首歌叫做“突袭者之国”。在2010年，被选入到ESPN的“30 for 30”系列名为《直出洛杉矶（Straight Outta L.A.）》纪录片中，主题是NWA和有影响的突袭者图片。

## 突袭者广播网络
突袭者的比赛在加州被20个英文电台播放，包括一流电台旧金山KITS FM105.3，同时联播的有San Bernardino的KFRC AM1550和KCAL FM96.7。此外，有10个电台在夏威夷、俄勒冈州、内华达州、新墨西哥州和不列颠哥伦比亚（省名，位于加拿大西部）。Greg Papa是解说员，前任突袭者教练兼四分卫Tom Flores做评论。George Atkinson和Jim Plunkett提供赛前和赛后的评论。突袭者的比赛也有6个西班牙语的电台，包括圣荷西的KZSF AM 1370和加州中央山谷的其他5个电台。Erwin Higueros做解说，Ambrosio Rico做评论。Compass媒体网络负责2010赛季突袭者广播的制作分派工作。

## 歷年戰績
| 赛季                    | 胜  | 负  | 平 | 常规赛季            | 季后赛 |
| ----------------------- | --- | --- | -- | ------------------- | --- |
| 拉斯維加斯侵略者（AFL） |     |     |    |                     | |
| 1960                    | 6   | 8   | 0  | AFL西區第三         | -- |
| 1961                    | 2   | 12  | 0  | AFL西區第四         | -- |
| 1962                    | 1   | 13  | 0  | AFL西區第四         | -- |
| 1963                    | 10  | 4   | 0  | AFL西區第二         | -- |
| 1964                    | 5   | 7   | 2  | AFL西區第三         | -- |
| 1965                    | 8   | 5   | 1  | AFL西區第二         | -- |
| 超級盃時代              |     |     |    |                     | |
| 1966                    | 8   | 5   | 1  | AFL西區第二         | -- |
| 1967                    | 13  | 1   | 0  | AFL西區第一         | 美聯冠軍賽以40-7擊敗休士頓油商 第二屆超級碗以14-33敗給綠灣包裝工                                                                         |
| 1968                    | 12  | 2   | 0  | AFL西區第一（並列） | 分區季後賽以41-6擊敗堪薩斯城酋長 美聯冠軍賽以23-27敗給紐約噴射機                                                                         |
| 1969                    | 12  | 1   | 1  | AFL西區第一         | 分區季後賽以56-7擊敗休士頓油商 美聯冠軍賽以7-17敗給堪薩斯城酋長                                                                          |
| 大聯盟合併              |     |     |    |                     | |
| 1970                    | 8   | 4   | 2  | 美聯西區第一        | 分區季後賽以24-14擊敗邁阿密海豚 美聯冠軍賽以17-27敗給巴爾的摩小馬                                                                        |
| 1971                    | 8   | 4   | 2  | 美聯西區第二        | -- |
| 1972                    | 10  | 3   | 1  | 美聯西區第一        | 分區季後賽以7-13敗給匹茲堡鋼人 |
| 1973                    | 9   | 4   | 1  | 美聯西區第一        | 分區季後賽以33-14擊敗匹茲堡鋼人 美聯冠軍賽以10-27敗給邁阿密海豚                                                                          |
| 1974                    | 12  | 2   | 0  | 美聯西區第一        | 分區季後賽以28-26擊敗邁阿密海豚 美聯冠軍賽以13-24敗給匹茲堡鋼人                                                                          |
| 1975                    | 11  | 3   | 0  | 美聯西區第一        | 分區季後賽以31-28擊敗辛辛那提孟加拉虎 美聯冠軍賽以10-16敗給匹茲堡鋼人                                                                    |
| 1976                    | 13  | 1   | 0  | 美聯西區第一        | 分區季後賽以24-21擊敗新英格蘭愛國者 美聯冠軍賽以24-7擊敗匹茲堡鋼人 贏得第十一屆超級碗（以32-14擊敗明尼蘇達維京人）                       |
| 1977                    | 11  | 3   | 0  | 美聯西區第二        | 分區季後賽以37-31擊敗巴爾的摩小馬 美聯冠軍賽以17-20敗給丹佛野馬                                                                          |
| 1978                    | 9   | 7   | 0  | 美聯西區第四        | -- |
| 1979                    | 9   | 7   | 0  | 美聯西區第三        | -- |
| 1980                    | 11  | 5   | 0  | 美聯西區第二        | 外卡季後賽以27-7休士頓油商 分區季後賽以14-12擊敗克里夫蘭布朗 美聯冠軍賽以34-27擊敗聖地牙哥電光 贏得第十五屆超級碗（以27-10擊敗費城老鷹） |
| 1981                    | 7   | 9   | 0  | 美聯西區第四        | -- |
| 洛杉磯侵略者            |     |     |    |                     | |
| 1982                    | 8   | 1   | 0  | 美聯第一+           | 季後賽首圈以27-10擊敗克里夫蘭布朗 季後賽次圈以14-17敗給紐約噴射機                                                                        |
| 1983                    | 12  | 4   | 0  | 美聯西區第一        | 分區季後賽以38-10擊敗匹茲堡鋼人 美聯冠軍賽以30-14擊敗西雅圖海鷹 贏得第十八屆超級碗（以38-9擊敗華盛頓紅人）                               |
| 1984                    | 11  | 5   | 0  | 美聯西區第三        | 外卡季後賽以7-13敗給西雅圖海鷹 |
| 1985                    | 12  | 4   | 0  | 美聯西區第一        | 分區季後賽以20-27敗給新英格蘭愛國者 |
| 1986                    | 8   | 8   | 0  | 美聯西區第四        | -- |
| 1987                    | 5   | 10  | 0  | 美聯西區第四        | -- |
| 1988                    | 7   | 9   | 0  | 美聯西區第三        | -- |
| 1989                    | 8   | 8   | 0  | 美聯西區第三        | -- |
| 1990                    | 12  | 4   | 0  | 美聯西區第一        | 分區季後賽以20-10擊敗辛辛那提孟加拉虎 美聯冠軍賽以3-51敗給水牛城比爾                                                                     |
| 1991                    | 9   | 7   | 0  | 美聯西區第三        | 外卡季後賽以6-10敗給堪薩斯城酋長 |
| 1992                    | 7   | 9   | 0  | 美聯西區第四        | -- |
| 1993                    | 10  | 6   | 0  | 美聯西區第二        | 外卡季後賽以42-24擊敗丹佛野馬 分區季後賽以23-29敗給水牛城比爾                                                                            |
| 1994                    | 9   | 7   | 0  | 美聯西區第二        | -- |
| 奧克蘭侵略者            |     |     |    |                     | |
| 1995                    | 8   | 8   | 0  | 美聯西區第四        | -- |
| 1996                    | 7   | 9   | 0  | 美聯西區第四        | -- |
| 1997                    | 4   | 12  | 0  | 美聯西區第四        | -- |
| 1998                    | 8   | 8   | 0  | 美聯西區第二        | -- |
| 1999                    | 8   | 8   | 0  | 美聯西區第四        | -- |
| 2000                    | 12  | 4   | 0  | 美聯西區第一        | 分區季後賽以27-0擊敗邁阿密海豚 美聯冠軍賽以3-16敗給巴爾的摩烏鴉                                                                          |
| 2001                    | 10  | 6   | 0  | 美聯西區第一        | 外卡季後賽以38-24擊敗紐約噴射機 分區季後賽以13-16敗給新英格蘭愛國者（1次加時）                                                           |
| 2002                    | 11  | 5   | 0  | 美聯西區第一        | 分區季後賽以30-10擊敗紐約噴射機 美聯冠軍賽以41-24擊敗田納西泰坦 第三十七屆超級碗以21-48敗給坦帕灣海盜                                    |
| 2003                    | 4   | 12  | 0  | 美聯西區第三        | -- |
| 2004                    | 5   | 11  | 0  | 美聯西區第四        | -- |
| 2005                    | 4   | 12  | 0  | 美聯西區第四        | -- |
| 2006                    | 2   | 14  | 0  | 美聯西區第四        | -- |
| 2007                    | 4   | 12  | 0  | 美聯西區第四        | -- |
| 2008                    | 5   | 11  | 0  | 美聯西區第三        | -- |
| 2009                    | 5   | 11  | 0  | 美聯西區第三        | -- |
| 2010                    | 8   | 8   | 0  | 美聯西區第三        | -- |
| 2011                    | 8   | 8   | 0  | 美聯西區第三        | -- |
| 2012                    | 4   | 12  | 0  | 美聯西區第三        | -- |
| 2013                    | 4   | 12  | 0  | 美聯西區第四        | -- |
| 2014                    | 3   | 13  | 0  | 美聯西區第四        | -- |
| 2015                    | 7   | 9   | 0  | 美聯西區第三        | -- |
| 2016                    | 12  | 4   | 0  | 美聯西區第二        | 外卡季後賽以14-27敗給休斯敦得州人 |
| 2017                    | 6   | 10  | 0  | 美聯西區第三        | -- |
| 2018                    | 4   | 12  | 0  | 美聯西區第四        | -- |
| 2019                    | 7   | 9   | 0  | 美聯西區第三        | -- |
| 拉斯維加斯侵略者        |     |     |    |                     | |
| 2020                    | 8   | 8   | 0  | 美聯西區第二        | -- |
| 2021                    | 10  | 7   | 0  | 美聯西區第二        | 外卡季後賽以19-26敗給辛辛那提孟加拉虎 |
| 2022                    | 6   | 11  | 0  | 美聯西區第三        | -- |
| 2023                    | 8   | 9   | 0  | 美聯西區第二        | -- |
| 2024                    | 4   | 13  | 0  | 美聯西區第四        | -- |
| 總數                    | 509 | 480 | 11 | （所有常規賽）      | （所有常規賽） |
| 總數                    | 25  | 20  | 0  | （所有季後賽）      | （所有季後賽） |
| 總數                    | 534 | 500 | 11 | （所有比賽）        | （所有比賽） |

+ ：因為球員罷工的關係，使球季縮短，在同分區的所有球隊以名次作出季後賽資格。

## 職業美式足球名人堂
- Marcus Allen (2003) - 1982-1992 (all seasons in Los Angeles)
- Fred Biletnikoff (1988) - 1965-1978
- George Blanda (1981) - 1967-1975
- Bob Brown (2004) - 1971-1973
- Willie Brown (1984) - 1967-1978
- Dave Casper (2002) - 1974-1980 (in Oakland), 1984 (in Los Angeles)
- Al Davis (1992) - 1963-1965, 1966-Present
- Eric Dickerson (1999) - 1992
- Mike Haynes (1997) - 1983-1989 (all in Los Angeles)
- Ted Hendricks (1990) - 1975-1983 (last two seasons in Los Angeles)
- James Lofton (2003) - 1987-1988
- Howie Long (2000) - 1981-1993 (all in Los Angeles, except 1981)
- Ronnie Lott (2000) - 1991-1992
- John Madden (2006) - 1969-1978
- Ron Mix (1979) - 1971
- Jim Otto (1980) - 1960-1974
- Art Shell (1989) - 1968-1982 (all in Oakland, except 1982)
- Gene Upshaw (1987) - 1967-1981

## 退休號碼
球隊並不允許出現退休號碼，雖然穿著00號的Jim Otto在他退休後並沒有人使用此號碼，但是因為NFL賽會禁止使用的關係，所以並不計算在內。

## 特殊紀錄
- 無

## 外部連結
- 官方网站
- 拉斯維加斯突襲者 （页面存档备份，存于）在國家美式足球聯盟官方網站